# Sintel
Sintel (tên gọi khác: Durian) là một bộ phim hoạt hình đồ họa vi tính của Blender Institute, một nhánh của hãng Blender Foundation.
Giống như những bộ phim trước đó của cùng nhà sản xuất là Elephants Dream và Big Buck Bunny, bộ phim được tạo ra bằng Blender, một phần mềm làm phim hoạt hình nguồn mở, được Blender Foundation sản xuất và hỗ trợ.
Ton Roosendaal, chủ tịch của Blender Foundation là nhà sản xuất và Colin Levy, nghệ sĩ của hãng Pixar Animation Studios là đạo diễn cho Sintel.
Tên gọi của bộ phim bắt nguồn từ từ một trong tiếng Hà Lan là sintel, có nghĩa là than hồng., theo như lời khẳng định của Ton Roosendaal từ một lời bình luận trong blog:
"Sintel" là một mảnh than hay kim loại đang cháy đỏ hồng. Nó cháy sáng rực rỡ, thiêu rụi, và sau đó trở thành tro tàn...

## Tổng quan
Công việc thực hiện bộ phim bắt đầu vào tháng 5 năm 2009. Bộ phim được chính thức phát hành vào ngày 27 tháng 9 năm 2010 tại liên hoan phim Hà Lan. Phiên bản phát hành trực tuyến cho phép download ra mắt vào ngày 30 tháng tháng 9 năm 2010.
Bộ phim đã có lượt xem đạt hơn 1 triệu trong vòng khoảng 1 tuần.

## Nội dung
Bộ phim mở màn với cảnh một cô gái có tên gọi là Sintel bị tấn công khi đang đi qua rìa núi trong mùa đông băng giá. Sau khi đánh bại kẻ đã tấn công cô và đoạt lấy cây giáo của hắn, cô ẩn náu trong một túp lều của một vị pháp sư. Ông hỏi cô lý do vì sao đến đây và cô thú nhận rằng đang tìm kiếm một con rồng, sau đó bộ phim chuyển sang cảnh hồi tưởng. Sintel vốn là một cô gái đơn côi, không gia đình. Trong lúc đang tìm kiếm thức ăn, cô phát hiện ra một con rồng con bị thương. Cô chữa trị cho đến khi nó khoẻ mạnh lại và đặt tên nó là Scales. Cả hai ngày càng trở thân thân thiết. Một ngày kia, trong khi đang bay, Scales bị một con rồng trưởng thành bắt đi. Với quyết tâm đưa Slaces trở về, Sintel bắt đầu chuyến hành trình dài và nguy hiểm đã dẫn cô đến túp lều của vị pháp sư.
Ngay khi cô có ý định bỏ cuộc thì người pháp sư nói cho cô biết rằng họ đang ở trong vùng đất của rồng, và bằng chứng là hình khắc trên cây giáo cô vừa đoạt được. Cô tìm kiếm hình ảnh cái cây được khắc trên thân giáo và phát hiện ra một cái động gần đó, với một con rồng trưởng thành và rồng con ở bên trong. Cô lẻn vào nói chuyện với rồng con nhưng nó kêu lên và chạy xa khi nhìn thấy Sintel. Rồng lớn nghe vậy tấn công về phía cô. Một trận đánh ngắn ngủi đã diễn ra, con rồng ghìm chặt Sintel xuống mặt đất, nhưng lại thoáng sững sờ và dừng lại khi nhìn thấy khuôn mặt cô. Sintel lợi dụng cơ hội này và đâm vào tim con rồng. Ngay khi cô sắp giáng xuống cú đánh đoạt mệnh cuối cùng, cô nhận thấy vết sẹo trên đôi cánh của nó giống hệt như người bạn cũ của mình mà bấy lâu nay cô tìm kiếm. Sintel nhận ra trong khoảnh khắc kinh hoàng rằng cô vừa tự tay giết chết Scales.
Scales mất máu nhanh chóng, Sintel nhìn chằm chằm trong cơn choáng váng vào hình ảnh phản chiếu của mình trong vũng máu dần chảy ra từ ngực Scales. Hình ảnh phản chiếu đó cho thấy cô rõ ràng già hơn vẻ bề ngoài được thể hiện trong suốt bộ phim. Cô có nhiều tóc bạc, làn da nhăn nheo và một vài vết sẹo trên người. Cuộc tìm kiếm Scales đã kéo dài nhiều năm và cô chưa bao giờ nhận ra điều đó. Hang động bắt đầu sụp đổ khi Scales trút hơi thở cuối cùng. Sintel chạy về phía lối ra.
Sau khi khóc thương cho người bạn mà cô đã giết chết, Sintel rời khỏi nơi đó với trái tim tan vỡ. Rồng con của Scales, không còn nơi nào để đi, theo bước về hướng Sintel.

## Công bố
Một vài phần đã được tung ra vào ngày 25 tháng 10 năm 2009,
đoạn clip giới thiệu được công bố vào ngày 13 tháng 5 năm 2010, trong khi đó, phiên bản gần như hoàn thiện cuối cùng của bộ phim được đưa ra vào ngày 19 tháng 7 năm 2010. Toàn bộ phim ra mắt tại Liên hoan phim Hà Lan vào 27 tháng 9 năm 2010, sau đó được chính thức phát hành trực tuyến vào ngày 30 tháng 9.

## Thông tin kĩ thuật
Tiếp theo sau Elephants Dream, Big Buck Bunny và Yo Frankie, bộ phim ngắn là dự án thứ tư của hãng Blender Foundation. Sintel là do Blender Institute chế tác, một chi nhánh của hãng Blender Foundation, được thành lập đặc biệt để tạo ra những bộ phim và game nội dung mở.
Bộ phim được chi trả bởi hãng Blender Foundation, các khoản đóng góp từ cộng đồng Blender, chi phí thu được từ DVD của bộ phim được bán trước và quảng cáo thương mại. Sản phẩm hoàn thiện cuối cùng và dữ liệu thông tin sản phẩm, bao gồm dữ liệu hoạt hình, nhân vật và vật liệu đều được phát hành dưới Giấy phép Creative Commons.

### Cải thiện với Blender
Cũng như với các dự án phim mở sử dụng phần mềm Blender trước đây, những nhà phát triển Blender làm việc cao độ để cải tiến phần mềm theo kịp nhu cầu của đội ngũ làm phim. Những cải thiện bao gồm giao diện sử dụng, hệ thống phân tách, điêu khắc tao hình, đổ bóng, render và mô phỏng khói. Những tính năng này được đưa ra sử dụng công khai rộng rãi trong phiên bản Blender v. 2.50 alpha cho đến bản 2.54 beta.

## Đánh giá
Nhật báo Hà Lan Het Parool mô tả một cảnh của bộ phim trên trang bìa, cùng với một bài bình luận ngắn đánh giá bộ phim rằng "đau buồn và khó tiếp cận hơn những bộ phim thân thiện trẻ em trước đó", nhưng đồng thời cũng nhận định rằng trong "chất lượng hình ảnh, chi tiết và nhân vật, bộ phim xứng đáng so sánh với những sản phẩm hoạt hình của Hollywood".

## Trò chơi điện tử
Xem thêm: Sintel The Game.
Một game dựa trên phim Sintel được chính thức thông báo trên trang Blenderartists.org vào ngày 12 tháng 5 năm 2010. Game này có tên là "Sintel The Game".